# Стройдормаш (Алапаевск)
Стройдормаш — производитель буровых установок, бурильных, бурильно-крановых, бурильно-сваебойных и шнековых машин.

## История
В декабре 1941 года в Алапаевск был эвакуирован со станции Нахабино опытный завод НИИ инженерной техники РККА. Размещение оборудования производилось на площадке Алапаевского горпромкомбината. В этот период заводом выпускались отливки осколочно-заградительных мин. До 1956 года завод подчинялся Министерству обороны СССР. 

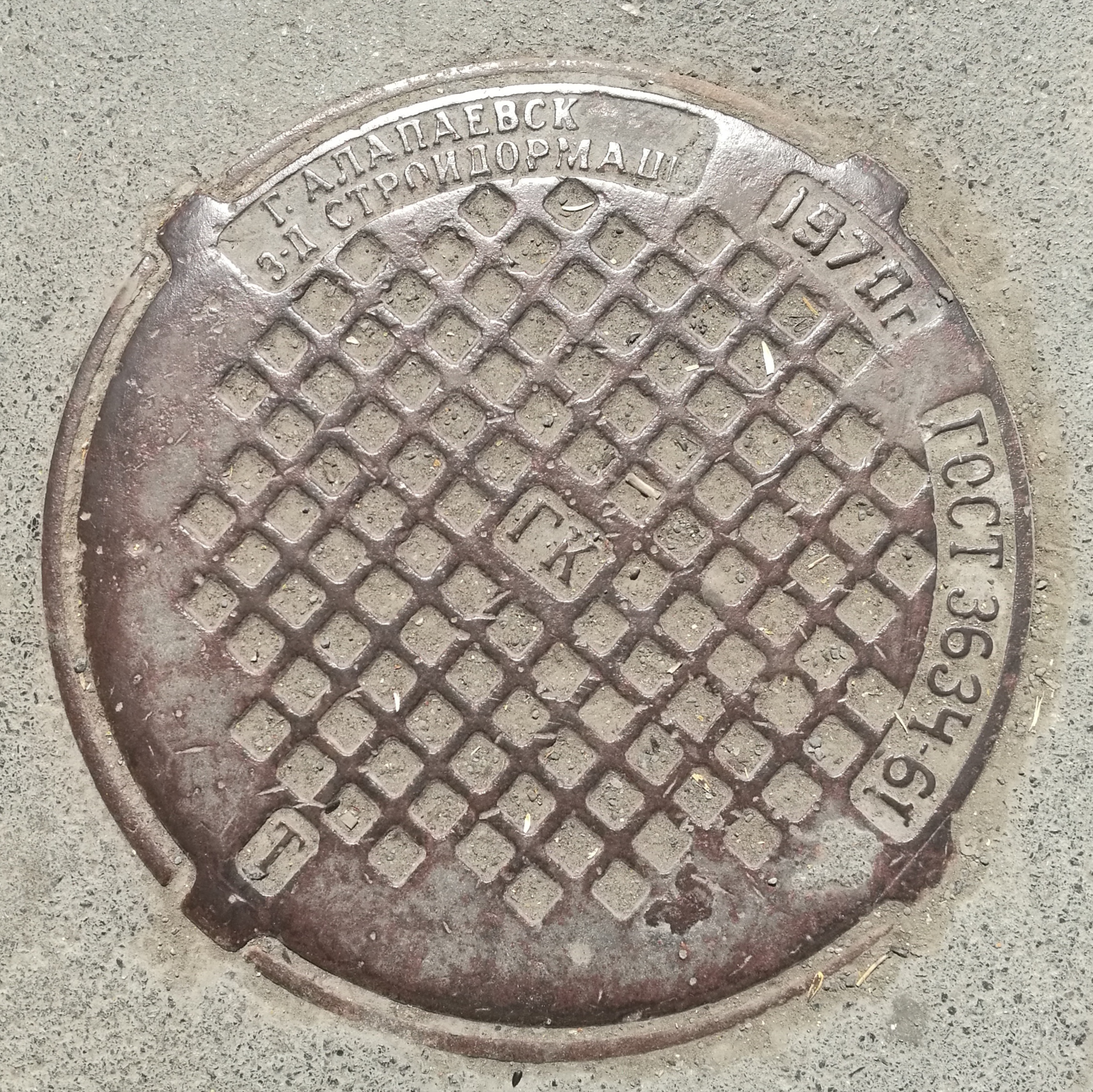
Крышка канализационного люка производства «Стройдормаш» 1970 г.

В 1956 году завод перешёл в подчинение Министерства строительного и дорожного машиностроения, началось освоение новой продукции: бурильно-крановых машин БКГМ-АН-63. В 1960-е годы продукция предприятия была остро востребована, так как шла интенсивная электрификация сельских районов СССР, в том числе целинных земель. В этот период на предприятии работало до полутора тысяч человек, ежемесячный выпуск буровых машин составлял 120—150 единиц. С 1992 года стал открытым акционерным обществом.
В 1993 году завод вошел в промышленный холдинг «Уралинвестэнерго».